# Mosjön (Tiveds socken, Västergötland)
Mosjön är en sjö i Laxå kommun i Västergötland och ingår i Motala ströms huvudavrinningsområde.